# Lidija Uspienska
Lidija Aleksandrowna Uspienska, ros. Лидия Александровна Успенская (ur. 26 października 1906 w Kostromie, zm. 1 października 2006 r. w Sainte-Geneviève-des-Bois) – rosyjska emigracyjna działaczka prawosławna, publicystka i tłumaczka.
Urodziła się pod nazwiskiem Sawinkowa-Miagkowa. W 1918 r. wraz z rodziną zamieszkała w Żytomierzu, zaś w 1921 r. wyjechała do Polski. Wkrótce przybyła do Pragi, gdzie ukończyła gimnazjum rosyjskie, a następnie instytut francuski. W latach 30. pracowała jako sekretarz w instytucie francuskim. Po pewnym czasie otrzymała dyplom pielęgniarki. W 1939 r. przeniosła się do Francji. Pracowała w szpitalu w Paryżu. Od 1942 r. pełniła funkcję sekretarza działacza emigracyjnego Kiriłła Pomierancewa. Po wyzwoleniu Francji jesienią 1944 r., otrzymała pracę w redakcji pisma „Défense de la France”. Od 1945 r. była sekretarzem i tłumaczem w Egzarchacie Zachodnioeuropejskim Patriarchatu Moskiewskiego. Pomagała też w pracy literackiej męża Leonida Uspienskiego, redagując m.in. jego główną publikację pt. „Bogosłowije Ikony” (tłum. polskie Teologia ikony). Zajmowała się ponadto tłumaczeniem na rosyjski książek europejskich prawosławnych teologów. Była znana ze swoich prosowieckich sympatii.